# Leptocerina basquini
Leptocerina basquini är en nattsländeart som först beskrevs av G. Marlier 1978.  Leptocerina basquini ingår i släktet Leptocerina och familjen långhornssländor. Inga underarter finns listade i Catalogue of Life.